# Município de Eslamshahr

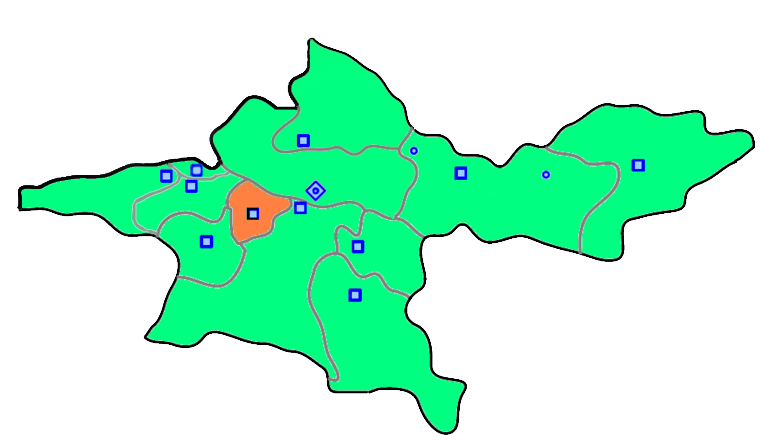
Localização do condado na província de Teerã

O município de Eslamshahr (em persa: اسلام‌شهر) é um município da província de Teerã, no Irã. Sua capital é a cidade de Eslamshahr.